# Grotte de Ferenc-hegy
La grotte de Ferenc-hegy (en hongrois : Ferenc-hegyi-barlang) se situe dans le 2e arrondissement de Budapest, dans les collines de Buda, sur Ferenc-hegy.